# Manel Loureiro
Manel Loureiro Doval (Pontevedra, 30 dicembre 1975) è uno scrittore e avvocato spagnolo.
Laureato in giurisprudenza presso l'Università di Santiago di Compostela, ha lavorato come conduttore televisivo sul canale televisivo Galicia1 e come sceneggiatore su vari progetti. Ha collaborato con i giornali Diario de Pontevedra, Diario ABC e con Cadena SER.

## Carriera internazionale
Il suo primo romanzo, Apocalisse Z, un thriller su una pandemia virale che si diffonde in tutto il mondo e trasforma gli infetti in "non morti" inizia come blog su internet. Grazie al grande successo ottenuto, è stato pubblicato da Editorial Dolmen nel 2007, e successivamente ristampato da Plaza & Janes. I suoi successivi romanzi, I giorni oscuri e L'ira dei giusti sono stati pubblicati dalla Plaza & Janes.
I suoi romanzi sono stati tradotti in diverse lingue. 
La traduzione in inglese di Apocalisse Z, ha raggiunto il numero uno nelle vendite su Amazon nella categoria Horror, davanti a Stephen King, ed il 13º posto nella lista dei libri elettronici.
Manel Loureiro è uno dei pochi autori contemporanei castigliani che ha superato la barriera delle 2000.000 copie vendute negli Stati Uniti insieme a Juan Gómez, Javier Sierra e Carlos Ruiz Zafón.
Alcuni dei suoi romanzi sono stati in corso di adattamento al cinema e alla televisione.

## Romanzi

### Tradotti in italiano
- Apocalisse Z (Apocalipsis Z), 2008
- I giorni oscuri (Los días oscuros), 2010
- L'ira dei giusti (La ira de los justos), 2011

### Non ancora tradotti
- Juego de Tronos, 2012, coautore.
- El último pasajero, 2013